# Хиджет Рамадани
Хиджет Рамадани (на македонска литературна норма: Хиџет Рамадани; на албански: Hixhet Ramadani) е политик от Социалистическа република Македония.

## Биография
Роден е на 2 октомври 1924 г. в тетовското село Лисец. През 1944 г. се включва в комунистическата съпротива и е инструктор на Околийския комитет на СКМЮ за Тетово. В периода 1945-1955 г. работи като учител. От 1947 г. става член на МКП. Бил е председател на народния комитет на община Сарачино, първоначално секретар, а после и председател на комитета на общинския комитет на ССРНМ. По-късно завършва Юридическия факултет на Скопския университет. През 1965 г. става член на ЦК на МКП и председател на комисията за обществено-икономимески въпроси. От 1966 г. е член на Политбюро на ЦК на МКП. Няколко пъти е депутат в Събранието на СРМ и негов подпредседател. От 1970 е член на Съвета на Федерацията, а през 1974 става член на Председателството на СРМ.